# 敏感度分析
敏感度分析（Sensitivity analysis，也称敏感性分析）是研究数学模型或系统(数值或其他)输出中的不确定性如何在其输入中被分配到不同的不确定性来源。一个相关的实践是不确定度分析，它更注重不确定度的量化和不确定度的传播；理想情况下，不确定度和敏感度分析应该同时进行。
敏感度分析在其他假设下重新计算结果，以确定指定变量的影响。它可用于多种目的，包括：
- 在存在不确定性的情况下测试模型或系统结果的稳健性。
- 增加对系统或模型中输入和输出变量之间关系的理解。
- 通过识别导致输出中的显着不确定性的模型输入，来减少不确定性。为了提高稳健性（可能通过进一步的研究），这些输入应该成为关注的焦点。
- 寻找模型中的错误（通过发现输入和输出之间的意外关系）。
- 模型简化——修复对输出没有影响的模型输入，或识别和删除模型结构的冗余部分。
- 加强建模者与决策者之间的沟通（例如，通过提出更可信，可理解，引人注目或具有说服力的建议）。
- 在输入因子空间中查找模型输出为最大值或最小值或满足某个最佳标准的区域（请参阅优化和蒙特卡洛过滤）。
- 在校准具有大量参数的模型的情况下，首先进行灵敏度测试可以通过关注敏感参数来简化校准阶段。不知道参数的敏感性可能会导致校准时间无用地花不非敏感的参数上。[4]
- 寻找识别观测、模型输入和预测或预测之间的重要联系，从而开发出更好的模型。[5][6]

## 概述
数学模型（例如生物学、气候变化、经济学或工程学）可能非常复杂，因此可能很难理解其输入和输出之间的关系。在这种情况下，模型可以被视为一个黑盒，即输出关于输入的“不透明”的函数。很多时候，部分或全部模型输入都受到不确定性来源的影响，包括测量误差、信息缺失以及对驱动原因（英语：driving force）和机制的了解不足或部分了解。这种不确定性限制了我们对模型响应或输出的信心。此外，模型可能必须应对系统的自然内在可变性（偶然性），例如随机事件的发生。
良好的建模实践要求建模者对模型的置信度进行评估。这需要首先对任何模型结果中的不确定性进行量化（不确定性分析）；其次，评估每个输入对输出不确定性的贡献程度。敏感度分析解决了这些问题中的第二个问题（尽管不确定性分析通常是必要的前提），在确定输出变化时，按照重要性对输入的强度和相关性进行排序。
在涉及许多输入变量的模型中，敏感度分析是模型构建和质量保证的重要组成部分。进行政策影响评估研究的国家和国际机构在其指南中包括了关于敏感度分析的部分。例如，欧盟委员会（参见影响评估指南）、 白宫管理和预算办公室、政府间气候变化专门委员会和美国环境保护署 的建模指南。 在 2020 年发表在《自然》杂志上的评论中，22 位学者以COVID-19为契机，提出了让模型更好地为社会服务的五种方法。在五项建议之一“注重假设”中，他们提出避免模型由于输入变化产生错误的方法是进行“全局不确定性和敏感度分析...允许包括变量、数学关系和边界条件的所有不确定因素，都可以在模型运行、产生输出的同时变化”。